# Prosopocera pulchra
Prosopocera pulchra är en skalbaggsart som beskrevs av Stefan von Breuning 1936. Prosopocera pulchra ingår i släktet Prosopocera och familjen långhorningar.
Artens utbredningsområde är Nigeria. Inga underarter finns listade i Catalogue of Life.